# Дарманович, Срджан
Срджан Дарманович (черног. Срђан Дармановић; род. 18 июля 1961, Цетине) — черногорский дипломат. Министр иностранных дел Черногории. Член Венецианской комиссии от Черногории и посол Черногории в США, разбирается в международном избирательном законодательстве, дипломатии и шахматах.

## Биография
Родился в 1961 году, работал в бывшем федеральном парламенте Югославии с 1992 по 1996 годы. В 1997 году он основал и стал президентом Центра за демократию и права человека, неправительственную организацию и аналитический центр в Подгорице, Черногории. Он оставался в центре до назначения его послом Черногории в США. Одновременно он был членом международной исследовательской группы Института Аспена (1997—1998), а также доцентом сравнительной политики в Университете Черногории и первым деканом факультета политологии университета (2003—2010). Он дважды свидетельствовал перед Хельсинкской комиссией Конгресса США (1998, 2000 гг.), был гостем преподавателем в Университете Джонса Хопкинса, а также в университетах в Риме, Гамбурге и Белграде, где был членом факультета политических наук. Дарманович является членом Венецианской комиссии Совета Европы с 2005 года, работает в Совете комитета по демократическим выборам и подкомитете демократических институтов.

## Научные труды
- «Неформальная демократия: драма югославского посткоммунизма» (1993);
- «Реасоциализм: анатомия краха» (1996).

Дарманович также соавтор нескольких книг и письменных статей в таких публикациях, как журнал «Демократия» и «Восточноевропейский конституционный обзор» в Вашингтоне (округ Колумбия), в Нью-Йорке и Будапеште.

## Спорт
Дарманович — международный шахматный мастер с рейтингом 2282. По рейтингу Всемирной шахматной федерации он занимает 9861-е место в мире и 39-е место в Черногории.